# Benton City (Washington)
Benton City é uma cidade localizada no estado norte-americano de Washington, no Condado de Benton.

## Demografia
Segundo o censo norte-americano de 2000, a sua população era de 2624 habitantes. 
Em 2006, foi estimada uma população de 2982, um aumento de 358 (13.6%).

## Geografia
De acordo com o United States Census Bureau tem uma área de 
4,5 km², dos quais 4,5 km² cobertos por terra e 0,0 km² cobertos por água.

## Localidades na vizinhança
O diagrama seguinte representa as localidades num raio de 28 km ao redor de Benton City. 